# Sarmatismus

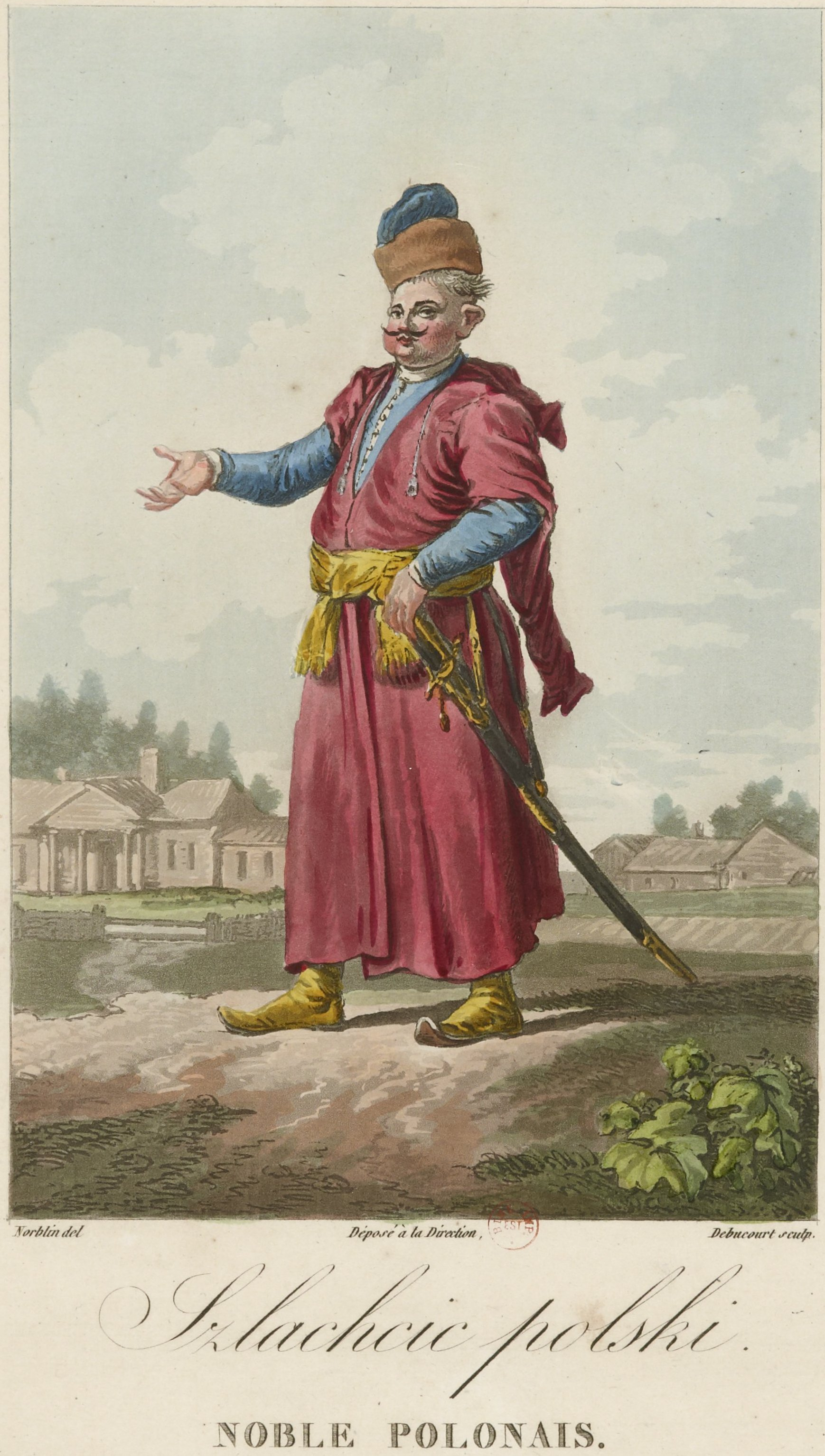
Polský šlechtic v modrém županu a červeném kontuši s typickými botami

Sarmatismus je polský a litevský kulturní směr od konce 16. do konce 18. století, polsko-litevské baroko. Byl založen na mýtu, že polská šlechta údajně pocházela od starověkého národa Sarmatů, který původně obýval oblast mezi Dolní Volhou a Donem. Po starověkých Sarmatech měla šlechta (sama se také označovala jako Sarmati) zdědit touhu po svobodě, pohostinnost, dobrodušnost, odvahu a hrdinství. Sarmatismus sehrál významnou roli v polské barokní literatuře a ovlivnil myšlení, zvyky a ideologii polské šlechty. Spojoval v sobě západní, východní a domácí tradice, ovlivnil kulturu některých dalších slovanských zemí, Uher, Valašska a Moldávie.
Určitý přežívající vliv na národní vědomí a tradice si sarmatismus uchovává v polské společnosti dosud.
Sarmati věřili ve výjimečnou roli Polska, které mělo být
1. oázou zlaté svobody obklopenou státy s absolutismem
2. hradbou křesťanství (antemurale christianitatis, przedmurze chrześcijaństwa), které bránila především před Turky a Tatary, ale i před nekatolickým křesťanstvím - pravoslavím a protestantismem.

## Šlechtický demokratismus
Neoddělitelnou součástí sarmatismu byly demokratické myšlenky: zákonnost, samospráva a volitelnost úředníků včetně toho nejvyššího - krále. Zřízení první polsko-litevské republiky (šlechtické) se považovalo za nejlepší na světě a polský Sejm za nejstarší. Rádi se přirovnávali k republikánskému Římu a starořeckým městským státům. Základem byly tzv. jindřichovské články (schválené Sejmem 20. května 1573) a později také právo liberum veto. Každý pokus o jejich zrušení či změnu a tím snížení role drobné šlechty byl brán jako největší zločin. To později blokovalo akceschopnost státu a přispělo k jeho oslabení, vedoucí až k dělení Polska.

## Bojová tradice
Sarmatismus také oslavoval stará vítězství polských zbraní a vyžadoval od šlechty udržování těchto tradicí. Neodlučným prvkem slavnostního oděvu byla šavle (zpravidla karabela).

## Katolictví
V oblasti náboženství se přísně udržovalo katolictví. Zdůrazňovala se dobrota Boha, jeho milosrdenství a prozřetelnost. Značný důraz se kladl na pokání. Výjimečným kultem se těšila Panna Maria, dále pak svatí a Boží muka. Náboženská tolerance klesala, jinověrcům se postupně odebírala jejich privilegia.

## Oděv
Oděv se značně lišil od zbytku (zejména západní) Evropy. Byly v něm významné východní prvky stepních národů (turko-tatarských). Byl dlouhý, bohatě zdobený a pestrý. Základem byl župan (dlouhý plášť), který byl přepásán ozdobným pásem. Na župan se oblékala tzv. delia (druh kožešinového pláště, 17. století) nebo kontuš (18. století) a občas různé obměny uherských přehozů. Na nohách se nosily šaravary (druh orientálních kalhot). Na hlavu se nasazoval kalpak (pokrývka hlavy pocházející z Turecka) s volavčími péry.